# Севка
Севка — река в России, протекает по территории Дедовичского и Новоржевского районов Псковской области. Длина реки — 33 км, площадь водосборного бассейна — 137 км².
Вытекает из озера Сево, лежащего на высоте 180,4 метра над уровнем моря. Течёт по дуге, выпуклой к востоку, через частично заболоченные леса и деревни Сушково, Росстани, Василево, Суслово, Заречье, Савин Бор. Устье реки находится в 59 км по правому берегу реки Сороти напротив деревни Плясани.
Основной приток — Доровик — впадает справа.

## Данные водного реестра
По данным государственного водного реестра России относится к Балтийскому бассейновому округу, водохозяйственный участок реки — Великая. Относится к речному бассейну реки Нарва (российская часть бассейна).
Код объекта в государственном водном реестре — 01030000112102000028151.